# Soft and Wet
Soft and Wet was de eerste single van de Amerikaanse artiest Prince. De single komt van het album For You en is in 1978 uitgebracht.
Soft and Wet was Prince' eerste experiment met seksueel getinte nummers. De openingstekst "Hey lover, I've got a sugarcane/that I wanna lose in you, baby can you stand the pain" was het begin van een lange carrière van nummers doorspekt met seksueel getinte metaforen voor Prince. Het nummer is een funky disconummer met drums, basgitaar en synthesizers. De rijke keyboardsolo gaf de aanwezigheid van Prince' talent op jeugdige leeftijd al aan. Soft and Wet was het enige succesvolle nummer van het album For You. De B-kant van de single was het nummer Crazy You.
Het nummer is door MC Hammer gesampled in zijn versie genaamd "She's Soft and Wet" van het album "Please, Hammer, Don't Hurt 'Em" uit 1990. Op dit album maakt MC Hammer tevens gebruik van de Prince-nummers "When Doves Cry" (bij "Pray") en "Let's work" (bij "Work This").